# Sociedad de responsabilidad ilimitada
Una sociedad de responsabilidad ilimitada, (inglés: Unlimited company) es una forma de empresa híbrida que puede constituirse con o sin capital social. Aunque se asemeja a una sociedad de responsabilidad limitada, se distingue porque los socios o accionistas no tienen limitada su responsabilidad legal. En consecuencia, están obligados de manera solidaria e ilimitada a cubrir cualquier déficit en los activos de la empresa para poder afrontar todas las deudas financieras pendientes en caso de una liquidación formal.

## Características
La responsabilidad solidaria e ilimitada de los socios o accionistas en una sociedad ilimitada solo entra en vigor una vez que la empresa ha sido formalmente liquidada. Esto significa que, mientras no se haya iniciado el proceso de liquidación, los acreedores o tenedores de valores solo pueden hacer valer sus reclamaciones contra los bienes de la empresa, sin posibilidad de exigir pagos directamente a los socios o accionistas.
Hasta que se produzca una liquidación formal, una sociedad ilimitada funciona de manera similar a una sociedad de responsabilidad limitada. Durante la operación normal de la empresa, sus socios o accionistas no enfrentan responsabilidad directa frente a los acreedores o tenedores de valores.
Las sociedades ilimitadas están presentes en países como el Reino Unido, Irlanda, Hong Kong, Pakistán, Nigeria, India, Australia, Nueva Zelanda y otros lugares donde la legislación corporativa tiene origen en el derecho inglés. También existen en países como Alemania, Francia, Macao, la República Checa y en tres provincias canadienses (Alberta, Columbia Británica y Nueva Escocia), donde reciben el nombre de corporación de responsabilidad ilimitada (Unlimited liability corporation). En el caso del Reino Unido, estas entidades —conocidas como sociedad ilimitada privada (private unlimited company)— se crean mediante inscripción conforme a la Ley de Sociedades de 2006. Actualmente, hay varios miles registradas, una cifra comparable a la de las sociedades anónimas, aunque muy inferior al número de sociedades de responsabilidad limitada, que ascienden a varios millones.
En ciertas jurisdicciones, una vez que una sociedad ilimitada ha sido constituida, puede cambiar su estatus y convertirse en una sociedad limitada en cualquier momento, mediante un proceso relativamente sencillo. Del mismo modo, una sociedad limitada también puede volver a registrarse y adoptar la forma de sociedad ilimitada cuando lo desee.
Una sociedad ilimitada tiene el mismo beneficio y estatus que una sociedad anónima. Entre las situaciones en las que se preferirá una sociedad ilimitada a un modelo de negocio alternativo o a su contraparte limitada se incluyen las siguientes:
- Se desea el secreto sobre los asuntos financieros, protegiendo eficazmente sus asuntos financieros del análisis público, de los medios de comunicación y de la competencia, haciéndolos información no pública, incluidos los pagos de dividendos a los accionistas: una compañía ilimitada del Reino Unido, a diferencia de su contraparte compañía limitada, por la naturaleza misma de su responsabilidad legal generalmente no está obligada a hacer públicos sus estados financieros (archivar sus cuentas financieras anuales en Companies House).[7]
- La empresa está activa o comercia en un área donde la responsabilidad limitada no es aceptable, vital o práctica, pero el anonimato y la sucesión perpetua son importantes.
- Una mayor seguridad y confianza a los acreedores y a las transacciones financieras comerciales, en contraste con su contraparte de sociedad limitada.
- Existe un bajo riesgo de insolvencia para los acreedores.
- La empresa o sus actividades comerciales tienen o generan suficiente capital, fondos o financiación sin necesidad de recurrir a prestamistas generales como los bancos minoristas tradicionales.
- Desarrollo de estrategias de capital empresarial y comercial más ventajosas en una tendencia cada vez más irreversible de desintermediación bancaria por parte de las empresas y sus directivos.
- Un estándar más elevado y específico de comportamiento (o probidad) para los ejecutivos y la junta directiva, junto con un modelo de negocios orientado a la gestión de riesgos.
- Se requiere una entidad de flujo continuo para fines impositivos federales de los Estados Unidos, de acuerdo con las reglas de clasificación de entidades.

## Ejemplos

### Irlanda
En Irlanda, varias filiales locales de compañías estadounidenses se han constituido como sociedades anónimas privadas de responsabilidad ilimitada (private unlimited companies, ULC) para evitar la divulgación pública de su información financiera, el escrutinio de los medios y el análisis por parte de competidores. Un ejemplo es Janssen Pharmaceutical, subsidiaria de la estadounidense Johnson & Johnson, que modificó su estatus legal a sociedad anónima de responsabilidad ilimitada (private unlimited company) con el fin de eludir la obligación de presentar estados financieros anuales ante la Oficina de Registro Mercantil (CRO) irlandesa, lo que también resguarda parte de los datos financieros de su matriz.Apple Inc. siguió una estrategia similar con algunas de sus filiales en la Unión Europea, como Apple Sales International y Apple Retail Europe. Otras empresas tecnológicas estadounidenses con operaciones en Irlanda, entre ellas Etsy, Google, Dropbox, LinkedIn y Airbnb Ireland UC, también han adoptado esta estructura legal.

### Otras regiones
En Nigeria, también operan otras grandes compañías internacionales bajo la figura de sociedad ilimitada, como Mobil Producing Nigeria Unlimited, una filial de Exxon Mobil, y Texaco Overseas (Nigeria) Petroleum Company Unlimited, parte del grupo resultante de la fusión entre Chevron y Texaco. En Estados Unidos, un caso notable fue el de American Express Company, que durante un tiempo funcionó como una sociedad de responsabilidad ilimitada que cotizaba en bolsa, y no adoptó la estructura de sociedad limitada hasta el año 1965.